# メイドストーン・ユナイテッドFC
メイドストーン・ユナイテッド・フットボール・クラブ（Maidstone United Football Club）はイングランド、ケント州、メイドストーンを本拠地とするサッカークラブチームである。2022-23シーズンはナショナルリーグ（5部相当）に所属。
1992年設立だが、前身の同名チームは1897年に誕生した。前身のチームは1988-89シーズンに5部リーグで優勝し、フットボールリーグ初昇格を果たした。しかし1992年に破産し消滅、リーグからも除名された。92年設立のチームは92年破産チームの後継チームということになる。

## リザーブチーム
メイドストーン・ユナイテッドFCのリザーブチームは、地域リーグのケントリーグ・ファーストディヴィジョン（9部相当）に参加している。

## クラブ各種記録
一試合最多得点勝利試合
- 12-1 vs エイルスフォード 1994.3.26 ケント・カウンティリーグ・ディヴィジョン4

一試合最多失点敗戦試合
- 0-7 vs チェルムスフォード・シティ 2007.8.25 イスミアンリーグ・プレミアディヴィジョン

## タイトル

### 国内タイトル
- イスニアンリーグ・ディヴィジョン1（サウス）:1回

2006-2007
- ケントリーグ・プレミアディヴィジョン:2回

2001-2002,2005-2006
- ケントリーグ・プレミアディヴィジョンカップ:2回

2001-2002,2005-2006
- ケントリーグ・チャリティーシールド:2回

2001-2002,2002-2003
- ケント・カウンティリーグ・ディヴィジョン1:1回

1998-1999
- ケント・カウンティリーグ・ディヴィジョン2:1回

1994-1995
- ケント・カウンティリーグ・ディヴィジョン4:1回

1993-1994
- ケント・シニアトロフィー:1回

2002-2003
- ケント・ジュニアカップ:1回

1994-1995
- ウェルド・オブ・ケント・チャリティーカップ:2回

1999-2000,2000-2001
- ウェスト・ケント・チャレンジシールド:2回

1993-1994,1998-1999
- タンブリッジ・ウェルズ・チャリティーカップ:1回

1993-1994

### 国際タイトル
- なし

## 歴代監督
- ボブ・ホートン 1971-1975

## 歴代所属選手
- ロイ・ホジソン 1971-1972
- ボブ・ホートン 1971-1975
- ギャリー・ブリーン 1991-1992
- クリス・スモーリング 2007-2008
- ザヴォン・ハインズ 2017